# غلاف غزه

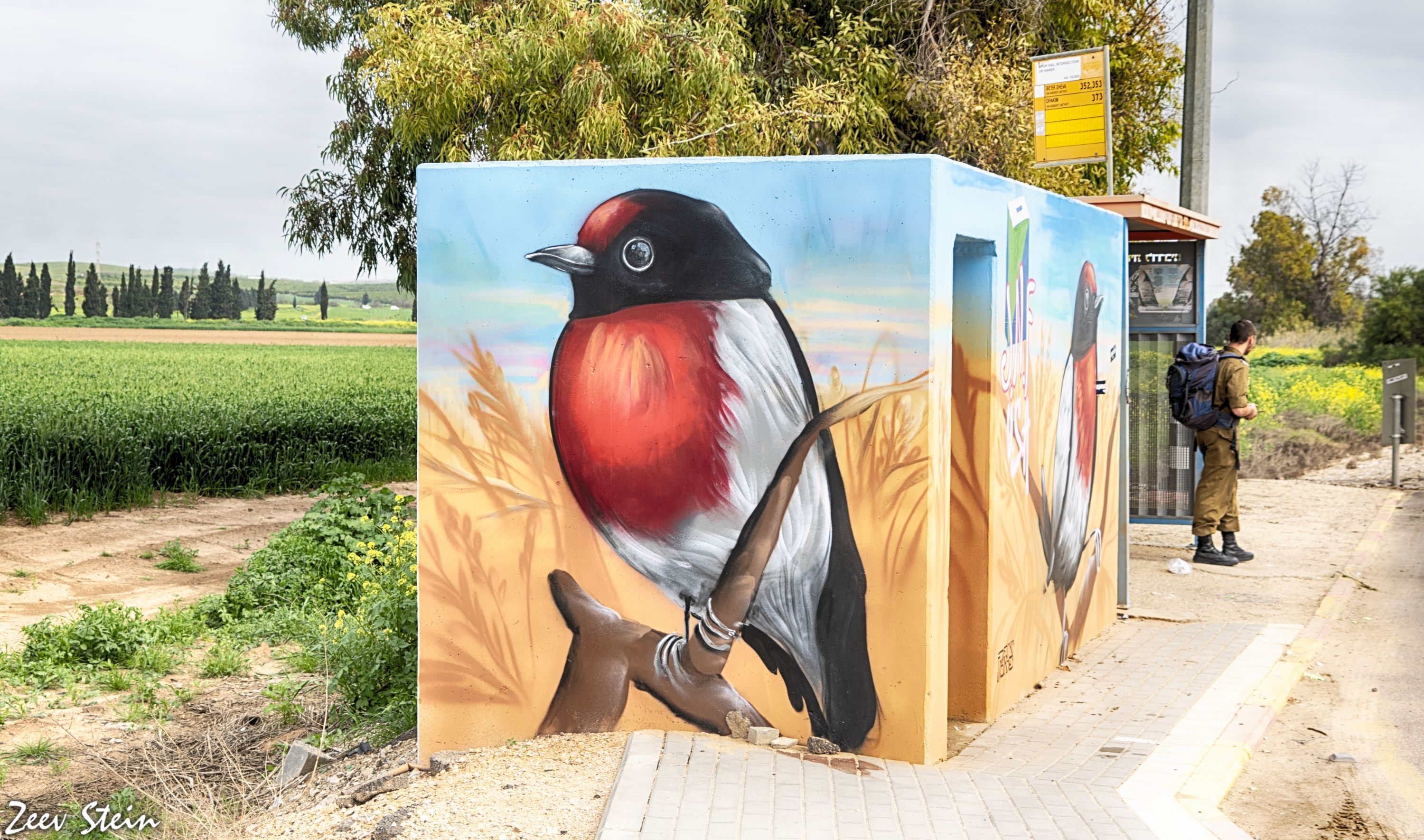
یک پناهگاه بتنی در غلاف غزه

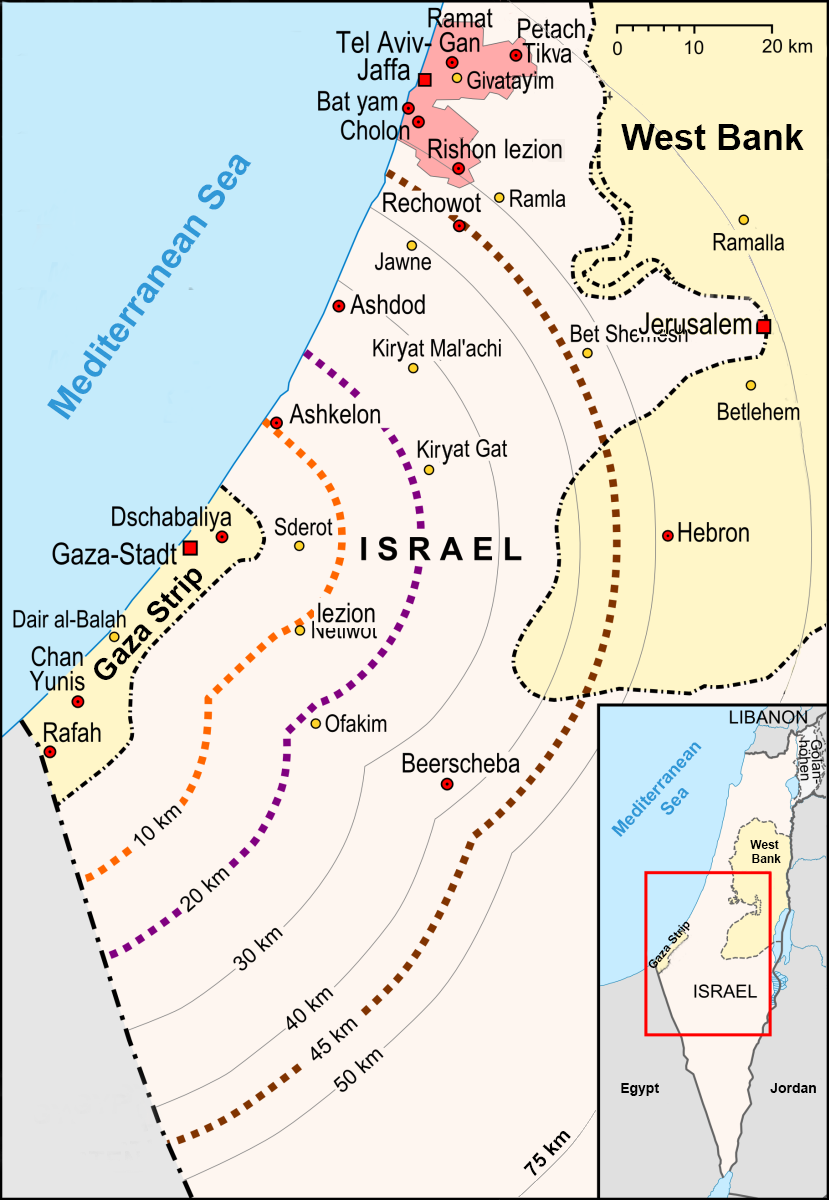
غلاف غزه به عنوان سرزمینی در اسرائیل تعریف می‌شود که تا عمق ۷ کیلومتری اسرائیل از مرز نوار غزه قرار دارد.

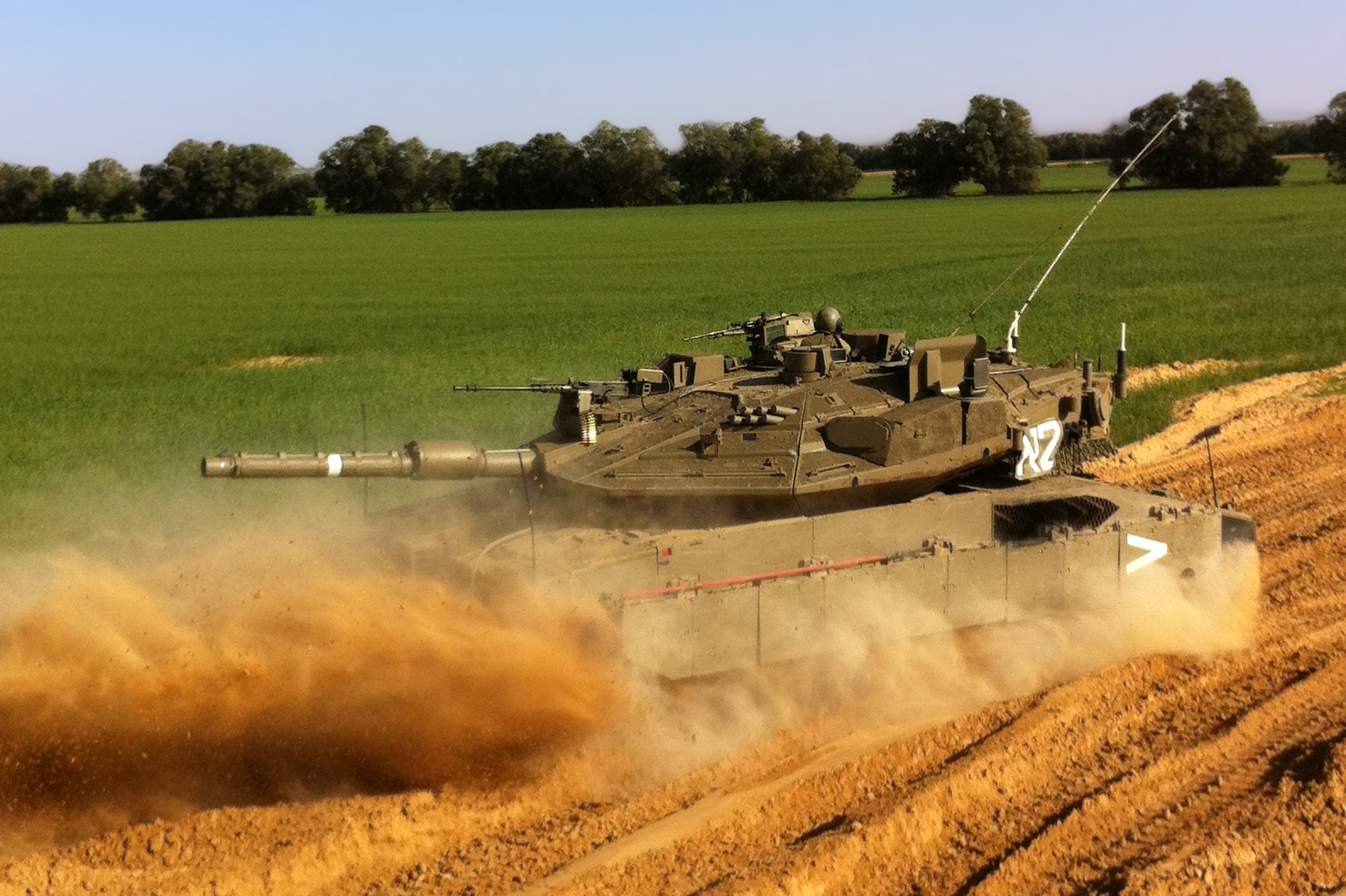
یک تانک مرکاوا در مرز غزه در حال گشت‌زنی (فوریه ۲۰۱۲)

غلاف غزه (عبری: עוטף עזה‎) شامل مناطق پرجمعیت در منطقه جنوبی اسرائیل تا عمق ۷ کیلومتری از مرز نوار غزه است. این قسمت در محدوده گلوله‌های خمپاره و راکت‌های قسام پرتاب شده از نوار غزه توسط حماس و دیگر شبه‌نظامیان فلسطینی قرار دارد.